# Octocrileno
El octocrileno es un compuesto orgánico que suele formar parte de la composición de los protectores solares y los productos cosméticos en general. Químicamente se trata de un éster del difenilcianoacrilato con 2-etilhexanol. Es un líquido viscoso de apariencia aceitosa, claro y ligeramente amarillo.
Gracias a la conjugación de los anillos aromáticos con el enlace doble del fragmento de acrilonitrilo, el octocrileno absorbe la radiación ultravioleta B y la A en longitudes de onda cortas, concretamente entre 280 y 320 nm, protegiendo el ADN de la piel de los efectos nocivos de la luz solar. Por su parte el fragmento del hexiletanol da propiedades emoliente e hidrorresistente.